# 범어사 선종영가집
범어사 선종영가집(梵魚寺 禪宗永嘉集)은 부산광역시 금정구 범어사에 있는, 중국 당나라 현각(玄覺)의 법문을 적고, 송나라 행정(行靖)이 주를 달아 해석한 것으로, 상하 2권 1책이다. 1999년 11월 19일 부산광역시의 유형문화재 제35호로 지정되었다.

## 개요
중국 당나라 현각(玄覺)의 법문을 적고, 송나라 행정(行靖)이 주를 달아 해석한 것으로, 상하 2권 1책이다. 영가라는 말은 영가현각대사를 가리키는 말로 그가 영가 사람이기 때문이다.
범어사에 소장하고 있는 것은 두 종류가 있다. 하나는 중종 37년(1542)에 간행한 것이고, 다른 하나는 중종 20년(1525)에 만든 판본을 후대에 간행한 것이다.
이 책은 선종의 요긴한 뜻만을 모아놓은 것으로, 내용을 보면 「모도지의」, 「계교사의」, 「정수삼업」, 「사마타송」, 「비바사나」, 「우필차송」, 「삼승점차」, 「이사불이」, 「권우인서」, 「발원문」 등으로 구성되었다.
임진왜란 이전의 것으로 목판 간행물을 연구하는데 중요한 자료이다.

## 참고 자료
- 범어사 선종영가집 - 국가유산청 국가유산포털
- 이 문서에는 문화재청에서 공공누리 제1유형으로 배포된 자료를 바탕으로 한 내용이 포함되어 있습니다.